# ドリアン助川
ドリアン助川（ドリアン すけがわ、1962年6月17日 - ）は、日本の作家、詩人、歌手。明治学院大学国際学部教授。

## 来歴
東京都生まれ。中学卒業まで神戸市で育ち。アメリカンフットボールが出来る進学校に憧れ、名古屋市へ単身引っ越し東海高等学校に進学。同校卒業後、1浪して、早稲田大学第一文学部東洋哲学科に進学し、同大学を卒業。日本菓子専門学校通信課程卒業。早稲田大学時代には劇団を主宰し、卒業後は雑誌ライター、放送作家などを経て、1990年、東欧革命取材を契機に「叫ぶ詩人の会」を結成する。芸名であるドリアン助川として「言葉の復権」をテーマに、世の中の森羅万象を激しいロックに乗せて叫ぶ、独自のパフォーマンスで話題になる。
1995年10月、現役高校教諭の後藤鮪郎が出演していたラジオ番組の後を受け、相談番組『ドリアン助川の正義のラジオ!ジャンベルジャン!』のパーソナリティを担当。また、並行して若者の人気を集め、海外のアーティストを紹介する『金髪先生』（テレビ朝日）などに出演するようになる。
しかし、1997年11月にバンドメンバーが薬物所持で逮捕されたことにより、所属レコード会社との契約も打ち切られ、1999年に叫ぶ詩人の会を解散。2000年3月、語学留学を名目に前述のラジオ番組を降板し、単身ニューヨークに渡米。9.11発生で、ニューヨーク滞在中も番組に出演し、2002年9月末まで滞在。
日米混成バンドAND SUN SUI CHIE（アンド・サン・スー・チー）を結成し、ライブハウスで歌う。帰国後は芸名を変更し、小説の執筆とライブ活動を主な生業とする。2007年4月より2008年3月までNHK総合テレビ「未来観測 つながるテレビ@ヒューマン」において、全国の頑張っている人に会いに行き、歌を届けるコーナー『哲也の陽はまた昇る』を担当。ギタリストのMITSUとともに、年間48曲をオンエア。これを機にMITSUとともに、アルルカン洋菓子店のユニットを結成し、歌うアルルカン（道化師）として朗読と歌をミクスチャーしたステージを2011年12月まで展開。2013年より新たにギタリストとしてピクルス田村を迎え、アルルカン・ヴォイス・シアターのユニット名で活動を再開。2019年より、シンガーとして三咲順子を迎え、ツインヴォーカル体勢となる。トリオ名をレモンチェッロと改めた。
2015年4月からは、15年振りに相談番組である『テレフォン人生相談』（ニッポン放送）にてパーソナリティを2020年3月迄務めていた。
著書も多数ある。小説『あん』がフランス、ドイツ、イタリア、英国など24言語で、『新宿の猫』がフランス、ドイツ、イタリアなど11言語で、『ピンザの島』がフランス、ドイツ、台湾などで翻訳刊行されている。2017年以降、フランスで「DOMITYS文学賞」「Le Prix des Lecteurs du Livre du Poche（文庫本読者賞）」「翻訳文学賞（リヨン第３大学の学生選出）」など４つの文学賞を得る。また『線量計と奥の細道』で、2019年の日本エッセイストクラブ賞を受賞した。
2019年9月18日付けで、明治学院大学国際学部教授に就任した。

## 人物
「君の詩はくさい」と友人に言われたことが切っ掛けで、くさい果物であるドリアンを筆名に入れてドリアン助川の名を使うようになる。活動の拠点をニューヨークに移したことを機に、芸名を「TETSUYA」に改名した。改名の理由は、前述のラジオ番組に出演以降、助川が街を歩いていると、番組を聴いていたリスナーから声を掛けられ、「悩み相談」を希望され、嫌気が指した事で番組降板を希望していた。しかし、渡米後も舞い込んで来る仕事は「人生相談の仕事」しか来なくなったため、「ドリアン助川」という芸名を捨て、「明川哲也（あきかわ てつや）」を使っていた。にもかかわらず、結局はイメージを変える事が出来ず、2011年11月に元来からの芸名である「ドリアン助川」に戻した。

## 出演

### テレビ
レギュラー
- 金髪先生（1996年 - 1998年、テレビ朝日系列）
- 真夜中の王国（1997年、NHK-BS）
- 未来観測 つながるテレビ@ヒューマン（2007年 - 2008年、NHK総合） - ドキュメンタリー[11]

ドキュメンタリー
- NONFIX（チェコ）（1996年、フジテレビ）
- アジア釣り紀行 メコンを行く（1997年、NHK-BS）
- ミッション2000（2000年、NHK総合）
- マルディグラ（ニューオリンズ紀行）（2002年、NHK-BS）
- にっぽん釣りの旅 知床で鮭を釣る（2008年、NHK-BS）
- 世界で一番霧の多い街 セント・ジョーンズ（2010年、NHK-BS）
- こころの時代〜宗教・人生〜「積極的感受」（2019年2月3日、NHK教育）

教養番組
- ティーンズTV わたしの生きる道（NHK教育）
- グレーテルのかまど第243回「ドリアン助川のどらやき」[12]（2016年、NHK教育）

### ラジオ
- ドリアン助川の正義のラジオ!ジャンベルジャン! （ニッポン放送） - 1995年10月 - 2000年3月
- テレフォン人生相談（ニッポン放送） - 2015年4月1日 - 2020年3月

## 作品

### CDアルバム

#### アルルカン・ヴォイス・シアター
- 「クロコダイルの恋」（2014年 AQAS 0002）

#### アルルカン洋菓子店
- 「星屑通りで店開き」（2009年 AQAS 0001）

#### AND SUN SUI CHIE
- 「SUN」（2003年 楽工房）

#### 叫ぶ詩人の会
- 「叫ぶ詩人の会 BEST」（2002年 ポニーキャニオン）
- 「LIVE IN SYDNEY」（1999年 FISH RECORDS）
- 「GOKU」（1998年 FISH RECORDS）
- 「ベルリン発プラハ」（1998年 ポニーキャニオン）
- 「青」（1997年 ポニーキャニオン）
- 「花束」（1996年 ポニーキャニオン）
- 「恋歌」（1995年 ポニーキャニオン）
- 「Love and Peace」（1994年 ポニーキャニオン）
- 「虹喰い」（1994年 ポニーキャニオン）[3]

### 作詞
- 「旅立ちの時〜Asian Dream Song〜」（1997年長野パラリンピック公式テーマ曲）
- 岩崎宏美、太田裕美、ブレッド&バターなど[3]
- 変 - 平成13年度NHK全国学校音楽コンクール中学校の部課題曲

### 映画
- 「朱花の月」（河瀬直美監督、2011年カンヌ国際映画祭コンペ部門正式招待作品）藤原哲也役[3]
- 「あん」河瀬直美監督、2016年カンヌ国際映画祭ある視点部門オープニング上映）原作[13]

### 著作

#### 単著
- 『食べる〜七通の手紙』（三修社 1995年 文春文庫 2000年） - カンボジアの地雷原、宮沢賢治とウニの関係、ガラパゴスで俺も考えた、など
- 『湾岸線に陽は昇る』（講談社 1995年） - 「叫ぶ詩人の会」、結成秘話[3]
- 『ドリアン魂』（小学館文庫 1996年） - 食えなかった頃の闇日記炸裂
- 『もう君は一人じゃない』（扶桑社 1996年） - 深夜ラジオ、ジャンベルジャンのダイジェスト版
- 『シャウト！ 金髪先生』（テレビ朝日出版 1997年） - U2、ボンジョビ、ボブ・ディラン、パティ・スミス、イギー・ポップの人生に迫る
- 『青春放浪』（毎日新聞社 1997年） - 毎日中学生新聞の人気連載エッセイ
- 『ゆっくり行こうぜ1・2』（扶桑社 1997年、1998年） - 夕刊フジの人気連載エッセイ 365回
- 『げろりん』（集英社 1998年） - おげれつだけでロマンスを構成。美しい下ネタ満開
- 『ベルリン発プラハ』（幻冬舎 1998年） - コペンハーゲン〜ハンブルク〜ベルリン〜プラハ。愛を追い掛ける旅
- 『言葉ノート』（マガジンハウス 1999年） - ダカーポの人気連載エッセイを単行本化
- 『駅弁ファナティック』（学陽書房 2001年） - 全都道府県の駅弁を食べ歩いた駅弁詩集
- 『メキシコ人はなぜハゲないし、死なないのか』（晶文社 2003年／文春文庫 2008年） - 世界最低自殺率国メキシコの秘密。冒険ファンタジー小説
- 『敗北からの創作』（幻冬舎 2004年） - 平和にいたる道というものはない、平和とは道のことなのだ
- 『オバケの英語』（宝島社 2004年） - いまだロングセラー。最後はそれを訴えたかったのかという超変化球英語発音本
- 『ブーの国』（文藝春秋 2005年） - 大仏はなぜ歩き出したのか？ 穴屋の娘はなぜ靴に化けてしまったのか？ 名作「影屋の告白」を含む号泣必至のファンタジー
- 『ぼく、あいにきたよ』（文藝春秋 2005年） - 虐待死した幼児が最後まで信じたものは？ 賛否渦巻いた大人のための絵本
- 『孤高を噛む、ピーマンも噛む』（スリーエーネットワーク 2006年） - とにかく噛んで噛んで全国行脚。食べる禅とは何か？
- 『がぶ呑み相談室』（情報センター出版局 2006年） - ダカーポの爆笑連載「自分相談」を一冊にまとめたもの
- 『世界の果てに生まれる光』（角川書店 2007年） - ギリギリの生活・ギリギリの愛。そこに生まれる一瞬の煌めき
- 『カラスのジョンソン』（講談社 2007年） （改訂版）ポプラ文庫　2018年- カラスと少年の出会い・成長・別れ。疎まれる者たちの精一杯の叫び
- 『オーロラマシーンに乗って』（河出書房新社 2007年） - 生きとし生ける者のファンタジー短編3連発
- 『星の降る町〜六甲山の奇跡』（メディアファクトリー 2008年） - 何かを得て何かを失った大人たちと、何かを失って何かを得た子供たちに
- 『花鯛』（文藝春秋 2008年） - 海釣りと釣り魚料理、そして人生の美味をめぐる小説
- 『大丈夫、生きていけるよ〜へこんだ日の般若心経〜』（PHP研究所 2008年） - 深夜放送時代を支えた262文字の元気になる呪文とは？
- 『なやむ前のどんぶり君〜世界は最初から君に与えられている』（ちくまプリマー新書 2009年） - レシピ本のようにも苦悩解決本のようにも見える実存主義入門書
- 『夕焼けポスト』（宝島社 2011年） - 苦しいのは生きようとするから。観自在の心を柱に、苦しみを逆手にとり、花も実もある人生をつかむための方法
- 『バカボンのパパと読む老子』（角川SSC新書 2011年） - 無為自然を説く老子とバカボンのパパが、日本を救うために立ち上がったのだ
- 『大幸運食堂』（PHP研究所 2011年）  『多摩川物語』（ポプラ文庫 2014年） 今日たおれてしまった人たちへ。明日もう一度笑ってみようと思える人情噺集
- 『朗読ダイエット』（左右社 2012年） - 表情のある豊かな声を手に入れ、同時に体を引き締める。世界の文芸とも出会えます
- 『ゲーテのコトバ』（幻冬舎ビジネス新書 2012年） - 雑誌『ゲーテ』の巻頭を飾り続けたゲーテのコトバの集大成！
- 『クロコダイルとイルカ』（絵・あべ弘士 じんじん制作委員会 2013年） - アルルカンの舞台『クロコダイルの恋』、そして映画『じんじん』で大事な役割を果たす絵本。けんぶち絵本の里大賞受賞。
- 『星の王子さまからの贈り物：サン＝テグジュペリの言葉』（ポプラ社 2013年） - 初の仏語訳を含む星の王子さま論：お手紙セット付き
- 『あん』（ポプラ社 2013年） - 人生につまずいてしまった男と、人生を完成させる女性との出会い。全国感想画中央コンクール指定図書） - カンヌ国際映画祭オープニング／世界45カ国でも上映／小説も24言語に翻訳される。
- 『バカをつらぬくのだ！ バカボンのパパと読む老子・実践編』（角川SSC新書 2014年） - 全国各地で行った『老子』ドリアン版講義録
- 『プチ革命 言葉の森を育てよう』（岩波ジュニア新書 2014年） - 名詞の森を恣意的につくることによって吹き始める創造の風
- 『ピンザの島』（ポプラ社 2014年）のち文庫 - 消滅願望と闘いながらチーズ作りに賭けるむきだしの命の物語[14]
- 『坂道 Les Pentes』（ポニーキャニオン 2016年） - ヨーロッパの坂道と階段だけの写真集にある男の生涯が刻まれる。日英仏語朗読CD付き
- 『メガロポリス 空から宇宙人がやってきた！』（NHK出版 2016年） - 全長3.8メートルの絵本。クロア・デュドネ作。仏訳第2弾
- 『あなたという国 ニューヨーク・サン・ソウル』（新潮社 2016年） - 2001年9月11日の同時多発テロで運命を翻弄された日本人青年と韓国人女性の物語
- 『線量計と奥の細道』（幻戯書房　2018）　第一原発の事故の翌年、空間線量を測りながらドリアン助川が奥の細道全行程を旅した記録。以降の定点観測も含め、被曝事故の貴重な証言集であり、生きることについて深く考えた日誌でもある。日本エッセイスト・クラブ賞受賞。
- 『動物哲学物語　確かなリスの不確かさ』（集英社インターナショナル 2023年） -21話からなる、各々動物が主人公のやさしい哲学書。絵は銅版画家の溝上幾久子。

翻訳
- サン・テグジュペリ『星の王子さま（全訳）』（皓星社　2016年）　ユニークな本文とともに、サン＝テグジュペリのことがよくわかるあとがき。

#### 連載
- 『動物哲学物語」（集英社月刊「青春と読書」）

## メディア化作品

### ラジオドラマ
- 特集オーディオドラマ「ピンザの島」（2017年8月13日、NHK-FM）[15]